# N̲
Cette page contient des caractères spéciaux ou non latins. S’ils s’affichent mal (▯, ?, etc.), consultez la page d’aide Unicode.
N̲, ou N trait souscrit ou N souligné, est un graphème utilisé dans l’Orthographe des langues du Gabon et dans l’écriture de l’oneida. Il s’agit de la lettre N diacritée d'un trait souscrit ; trait qui peut s'associer à celui que peut comporter la lettre précédente ou suivante comme si elles étaient soulignées d'un seul trait. Il n’est pas à confondre avec le Ṉ, N macron souscrit.

## Utilisation
L’Orthographe des langues du Gabon de 1999 recommande d’utiliser le N souligné pour transcrire le son /ŋ/, remplaçant le ‹ ŋ › de l’Alphabet scientifique des langues du Gabon de 1989.
En oneida, le N souligné est utilisé dans les syllabes murmurées soulignées en fin de mots.

## Représentations informatiques
- Unicode (commandes C0 et latin de base, diacritiques) :

| formes    | représentations | chaînes de caractères | points de code | descriptions                                         |
| --------- | --------------- | --------------------- | -------------- | ---------------------------------------------------- |
| capitale  | N̲               | N◌̲                    | U+004E U+0332  | lettre majuscule latine n diacritique trait souscrit |
| minuscule | n̲               | n◌̲                    | U+006E U+0332  | lettre minuscule latine n diacritique trait souscrit |

## Sources
- (en) Clifford Abbott, « Oneida teaching grammar », 2006